# James Cromwell
James Oliver Cromwell (* 27. ledna 1940 Los Angeles, Kalifornie) je americký herec.

## Život a umělecká kariéra
Je synem herečky Kay Johnsonové a herce, producenta a režiséra Johna Cromwella. Vystudoval Carnegie Institute of Technology, ale stejně jako rodiče tíhl k divadlu. V televizi se poprvé objevil v roce 1974 v epizodní roli v jednom díle seriálu The Rockford Files, na filmovém plátně debutoval roku 1976 ve snímku Vražda na večeři. V průběhu 70. a 80. let především hostoval v různých seriálech, objevil se např. v seriálech M*A*S*H, Barney Miller, Dallas, Knight Rider, Poldové z Hill Street, The Twilight Zone či Matlock.
V roce 1990 dostal první roli ve světě Star Treku, hrál postavu prvního ministra Nayroka v epizodě „Štvanec“ seriálu Star Trek: Nová generace. Roku 1993 ztvárnil Jagloma Shreka ve dvojepizodě „Dědictví otců“ téhož seriálu a o dva roky později Hanoka v epizodě „Loď v ohrožení“ seriálu Star Trek: Stanice Deep Space Nine. Nejznámější v tomto prostředí se stal jako doktor Zefram Cochrane, vynálezce warp pohonu ve filmu Star Trek: První kontakt. Tutéž roli si zopakoval i v pilotní dvojepizodě „Setkání u Broken Bow“ (2001) seriálu Star Trek: Enterprise, přičemž archivní záběry z Prvního kontaktu byly též použity ve dvojepizodě „V zemi za zrcadlem“.
Za roli ve filmu Babe – galantní prasátko (1995) byl nominován na Oscara. Dále hrál např. ve filmech Lid versus Larry Flynt, Zelená míle, Já, robot, Královna nebo Spider-Man 3 a seriálech jako Odpočívej v pokoji, 24 hodin, My Own Worst Enemy či Boj o moc.
Od roku 1975 je vegetariánem, od roku 1995 veganem. Je činným aktivistou za práva zvířat.